# Партія праці (Україна)
Партія праці (ПП) — політична партія, що існувала в Україні у 1992—2000 роки, була представлена у Верховній Раді України у 1994—1998 роки.

## Історія
21 березня 1992 року в Харкові відбулася консультативна зустріч деяких політичних діячів східних регіонів України. На зустрічі було прийнято рішення створити нову політичну силу, задля чого 16 травня у Донецьку під проводом Миколи Азарова був проведений конгрес, який прийняв назву майбутньої організації — Громадянський конгрес України (ГКУ), і обрав тимчасовими співголовами ГКУ лідера «Руху за відродження Донбаса» Олександра Базилюка, Народного депутата України Валерія Мещерякова та голову руху «Демократичний Донбас» Миколу Рагозіна. Крім того до складу тимчасової робочої президії увійшли голова харківського відділення «Руху демократичних реформ» Анатолій Волченко, голова громадської організації «Вибори 89» Павло Хаймович, голова «Інтерруху Донбасу» Дмитро Корнілов, один з лідерів «Громадянського форуму України» Олександр Лузан і отаман Донських козаків Владислав Карабулін.
3 жовтня 1992 року в Донецьку під проводом Павла Хаймовича відбувся другий з'їзд, на якому був офіційно створений Громадянський конгрес України. Співголовами ГКУ стали Олександр Базилюк, Валерій Мещеряков та Народний депутат України Володимир Терехов. Також було прийнято рішення створити на основі ГКУ дві партії — партію «Громадянський союз» та її політичну союзницю — економічно спрямовану Партію праці. Це рішення було продиктоване потужним впливом Міжрегіональної асоціації України, великої підприємницької організації.
Установчий з'їзд Партії праці пройшов 21 грудня 1992 року в Донецьку, головою партії став Валентин Ландик, його заступником — Микола Азаров. Останній виконував обов'язки голови партії з 1993 року до 1994 року, бо Валентин Ландик залишив лави ПП.
Під час парламентських виборів 1994 року до Верховної Ради пройшли чотири представники ПП — Микола Азаров (Петровський виборчий округ № 115), Віктор Кочерга (Довгинцівський виборчий округ № 88), Іван Симоненко (Новозаводський виборчий округ № 440) та Вадим Гуров (Кривбасівський виборчий округ № 90). Пізніше до складу українського парламенту був дообраний ще й В'ячеслав Тютін (Бабушкінський виборчий округ № 74).
У парламентських виборах 1998 року ПП брала участь як складова частина виборчого блоку партій «Партія праці та Ліберальна партія — РАЗОМ», який до Верховної Ради не потрапив, бо при бар'єрі в 4,00 % голосів виборців отримав лише 1,89 %. В одномандатних округах перемоги теж здобуто не було і ПП втратила своє парламентське представництво.
18 липня 2000 року ПП ухвалила рішення про об'єднання з Партією регіонального відродження України, яка потім стала називатися Партією регіонів. Об'єднання здійснилося 18 листопада того ж року і ПП припинила своє існування.